# Поляна (Опольське воєводство)
Поляна (пол. Polana, нім. Ebenau) — село в Польщі, у гміні Ґродкув Бжезького повіту Опольського воєводства.
У 1975-1998 роках село належало до Опольського воєводства.